# 白鹇

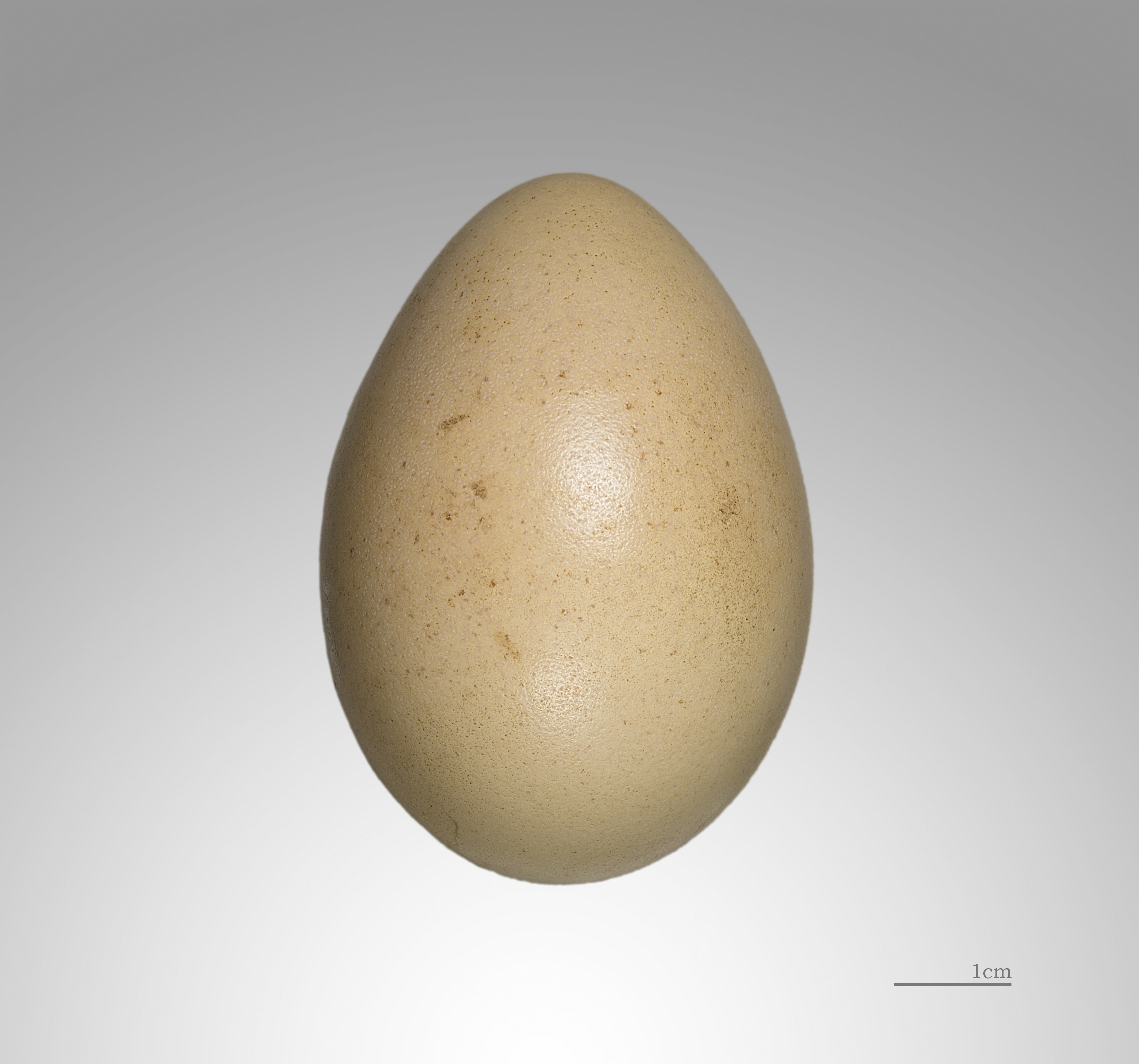
Lophura nycthemera

白鷴（学名：Lophura nycthemera），又名銀雞、越禽、白鹇雞、白雉、雗、鵫雉、閒客、白雗、啞瑞、白鷳等，與黑鹇是近緣種。主要分布在東亞與中南半島，包括中國、越南、寮國、緬甸與泰國等地。

## 亞種
白鷴共有15個亞種
- L. n. occidentalis (Delacour, 1948) – 滇西亞種 – 分布於中國雲南省(騰衝、芒市、盈江、瀘水等地)及緬甸東北部
- L. n. rufipes (Oates, 1898) – 緬北亞種 – 分布於緬甸的撣邦、中國雲南省(瀾滄等地)
- L. n. ripponi (Sharpe, 1902) – 緬南亞種 – 分布於緬甸的撣邦南部
- L. n. jonesi (Oates, 1903) – 撣邦亞種 – 分布於緬甸、中國西南部及泰國中部
- L. n. omeiensis (Cheng, Cheng, and Tang, 1964) – 峨嵋亞種 – 分布於中國四川省
- L. n. rongjiangensi (Tan and Wu, 1981) – 榕江亞種 – 分布於中國貴州省、中國四川省(合川、敍永等地)、中國廣西省(融水、南丹、環江等地)
- L. n. beaulieui (Delacour, 1948) – 滇南亞種 – 分布於中國雲南省南部、寮國北部及越南北部
- L. n. nycthemera (Linnaeus, 1758) – 指名亞種– 分布於中國湖南省(洞口、綏寧、新寧、城步、武岡等地)、中國廣東省(始興、乳源、高要、樂昌等地)、中國雲南省(文山、馬關、河口等地)、中國廣西省、越南北部
- L. n. whiteheadi (Ogilvie-Grant, 1899) – 海南亞種 – 僅分布於中國海南省
- L. n. fokiensis (Delacour, 1948) – 福建亞種 – 分布於中國廣東省(大浦等地)、中國湖南省(炎陵、桂東、寧遠等地)、中國湖北省(陽新、通山、崇陽、通城等地)、中國江西省、中國福建省、中國浙江省、中國安徽省
- L. n. berliozi (Delacour and Jabouille, 1928) – 西亞亞種 – 分布於越南中部安南山脈的西部斜坡
- L. n. beli (Oustalet, 1898) – 越南亞種 – 分布於越南中部安南山脈的東部斜坡
- L. n. engelbachi Delacour, 1948 – 寮國亞種 – 分布於寮國南部的布拉萬高原
- L. n. lewisi (Delacour and Jabouille, 1928) – 柬南亞種 – 分布於柬埔寨西南部山區及泰國東南部
- L. n. annamensis (Ogilvie-Grant, 1906) – 南越亞種 –分布於越南南部山區森林

## 特徵
白鷴公鳥體長約120~125公分，尾羽長為60~75公分，體重約1,800~2,000公克，公鳥頭青黑色有羽冠，背部、肩及翼為白色，密布有V字形黑紋。尾長，中央尾羽白色，外側尾羽白色具黑色斜紋。臉部裸皮紅色，喙綠褐色，腳脛紫紅色。母鳥體長約70~71公分，尾羽長為24~32公分，體重約1,150~1,300公克。母鳥頭頂及羽冠黑褐色，背部橄欖褐色，胸以下淡灰色。中央尾羽棕褐色，外側六對尾羽黑色有白色細紋。有15個亞種，各亞種的體型與羽色稍有異，愈往東北方的族群體色愈白，尾也愈長；最南方的族群體色最暗，而且尾最短 （页面存档备份，存于）。雄鳥的背部與翅膀是白色，腹部與頸部為藍黑色，面部、肉冠與足部為紅色。雌鳥較為樸素，多為淺褐色；亞成鳥亦為褐色，且多身帶黑色網狀斑點。

## 习性
栖息在平地低至海拔2,000公尺以下之林地、浓密竹林、灌木丛中，属于社群活动鸟类。在冬季迁移时，常聚集到数十只到近百只，由一只强壮雄鸟及若干不太强壮雄鸟和成鸟雌鸟及幼鸟组成，族群内有严格的阶级关系。常呈一夫多妻或小群活动，喜疾驰，性机敏，人不易接近它。鸣声宏亮，但单调刺耳。主要栖息地是中国南方与东南亚地区的中海拔森林，不擅飞行，多在地表结群活动，夜晚栖息于树枝上。因人为开发山坡地而使栖地面积缩减。
白鷴以昆虫、种子及果实为主食。长爪足可掘开地面，挖取食物。繁殖期在四月，行一雄多雌制，雌白鷴会在灌木丛中或地面凹处筑巢，一次产下6~9枚卵。
一般人工圈养是喂以完全配合饲料（种鷄料）及玉米、高梁、小麦、豌豆，繁殖期补充面包虫及综合维他命与微量矿物质之预拌剂、蒜头粉、绿藻粉、绿色蔬菜及水果等。杂食性，野外以植物嫩叶、种子、草仔、浆果以及蝗虫、蟋蟀、蛙等为食。
野外繁殖期为每年2~6月，雄鸟发情时会振翅发声。在地面凹处以枯枝或干草筑巢，或筑巢于灌木丛、草丛、竹林间地面凹处。每窝产蛋4~8枚蛋，蛋壳颜色为卵白色至淡褐色，有时布有白色细点，由母鸟抱孵。人工圈养者每窝6~10枚蛋，孵化期25~26天。

## 文化
白鷴翎毛華麗、體色潔白，因為啼聲喑啞(类似鸭的叫声)，所以稱為「啞瑞」；在中國文化中自古即是名貴的觀賞鳥。《禽經》記載「似山雞而色白，行止閒暇」，因此宋代李昉所畜養的五種珍禽中，白鷴即被稱為「閑客」。唐代李白曾作詩「贈黃山胡公求白鷴」；清朝更把白鷴作为為五品官服的图案。
白鷴被評選為中國廣東省的省鳥。白鷴亦是哈尼族的文化圖騰。

## 延伸阅读
[在维基数据编辑]
 《欽定古今圖書集成·博物彙編·禽蟲典·白鷴部》，出自陈梦雷《古今圖書集成》

## 參看
- 藍鷳
- 清朝官員服飾
- 李白
- .   [2020-01-23]. （原始内容存档于2020-12-19） （中文）.
- 白鷴的图片 （页面存档备份，存于）